# Briolanja Fernandes
Briolanja Fernandes (Capitania de Pernambuco, c. 1539 ou 1543 - ?) foi uma das brasileiras processadas pela Congregação do Santo Ofício, na primeira visitação ao Brasil, a cargo de Heitor Furtado de Mendonça (1593-95).
Filha do cristão-novo Diogo Fernandes com sua escrava Madalena Gonçalves, Briolanja foi criada por Branca Dias, esposa de seu pai e igualmente cristã-nova. Dizia-se que Branca Dias e Diogo Fernandes nunca haviam abandonado inteiramente a prática do judaísmo e que, no engenho de Caramagibe, pertencente a Diogo, funcionava uma "esnoga" (sinagoga) onde os judeus da região se reuniam secretamente para praticar seus cultos.
Juntamente com suas meias-irmãs, Brites (ou Beatriz) Fernandes e Andresa Jorge,  e outros descendentes de Diogo Fernandes, Briolanja foi presa em Pernambuco, a 16 de dezembro de 1599, sob a acusação de prática de judaísmo,  e levada aos cárceres da Inquisição de Portugal.
A 3 de agosto de 1603, ela foi sentenciada  na Ribeira, em Lisboa, "com as penas de ir ao  Auto de Fé em corpo, com uma vela acesa na mão, onde abjure de veemente suspeita na Fé, tenha cárcere a arbítrio dos inquisitores, tenha penas e penitências espirituais, instrução na Fé e pague as custas". Foi libertada em 6 de setembro de 1603.